# Которянка
Которянка, Катерянка — река в России, протекает по территории Думиничского района Калужской области. Устье реки находится в 4,9 км по левому берегу реки Драгожань. Длина реки составляет 26 км, площадь водосборного бассейна — 152 км². Высота устья — 168,3 м над уровнем моря.

## Населённые пункты
На реке расположены деревни: Баранково, Хлуднево и село Которь.

## Данные водного реестра
По данным государственного водного реестра России относится к Окскому бассейновому округу, водохозяйственный участок реки — Ока от города Белёв до города Калуга, без рек Упа и Угра, речной подбассейн реки — бассейны притоков Оки до впадения Мокши. Речной бассейн реки — Ока.
Код объекта в государственном водном реестре — 09010100512110000019715.